# میدان مجنون
۳۱°۱۸′شمالی ۴۷°۲۲′شرقی / ۳۱٫۳°شمالی ۴۷٫۳۶°شرقی
میدان مجنون، میدان نفتی در عراق و در جنوب این کشور، در  نزدیکی شهر بصره مستقر می‌باشد، که در نزدیکی مرزهای ایران قرار دارد. این میدان در فاصلهٔ نزدیکی از میدان آزادگان ایران قرار دارد.
قرارداد ۲۰ سالهٔ توسعهٔ این میدان در سال ۲۰۰۹ میلادی به سه شرکت زیر واگذار شده‌است:
شرکت نفتی بصره (۴۵٪)، پتروناس مالزی (۳۰٪)، و شرکت نفت میسان (۲۵٪) 
در حال حاضر عراق در حال برداشت ۲۴۵ هزار بشکه در روز از این میدان است.